# Joris Hoefnagel
Joris Hoefnagel lub George Hoefnagel (ur. 1542 w Antwerpii, zm. 9 września 1600 lub 24 lipca 1601 w Wiedniu) – holenderski malarz (iluminator), rysownik, poeta i humanista.
Był samoukiem, nieoficjalnie mógł pobierać lekcje u Hansa Bola. Do 1577 roku mieszkał w Antwerpii, ale bardzo wiele podróżował: odwiedził Francję (w latach 1560–1562), Hiszpanię (1563–1567) i Anglię (1569–1570). W 1577 roku, gdy miasto zostało zajęte i zniszczone przez wojska hiszpańskie, wyjechał do Monachium. Tam został nadwornym artystą księcia bawarskiego Albrechta IV Wittelsbacha. W 1591 rozpoczął służbę u cesarza Rudolfa II Habsburga i pozostał w niej aż do śmierci.

## Twórczość

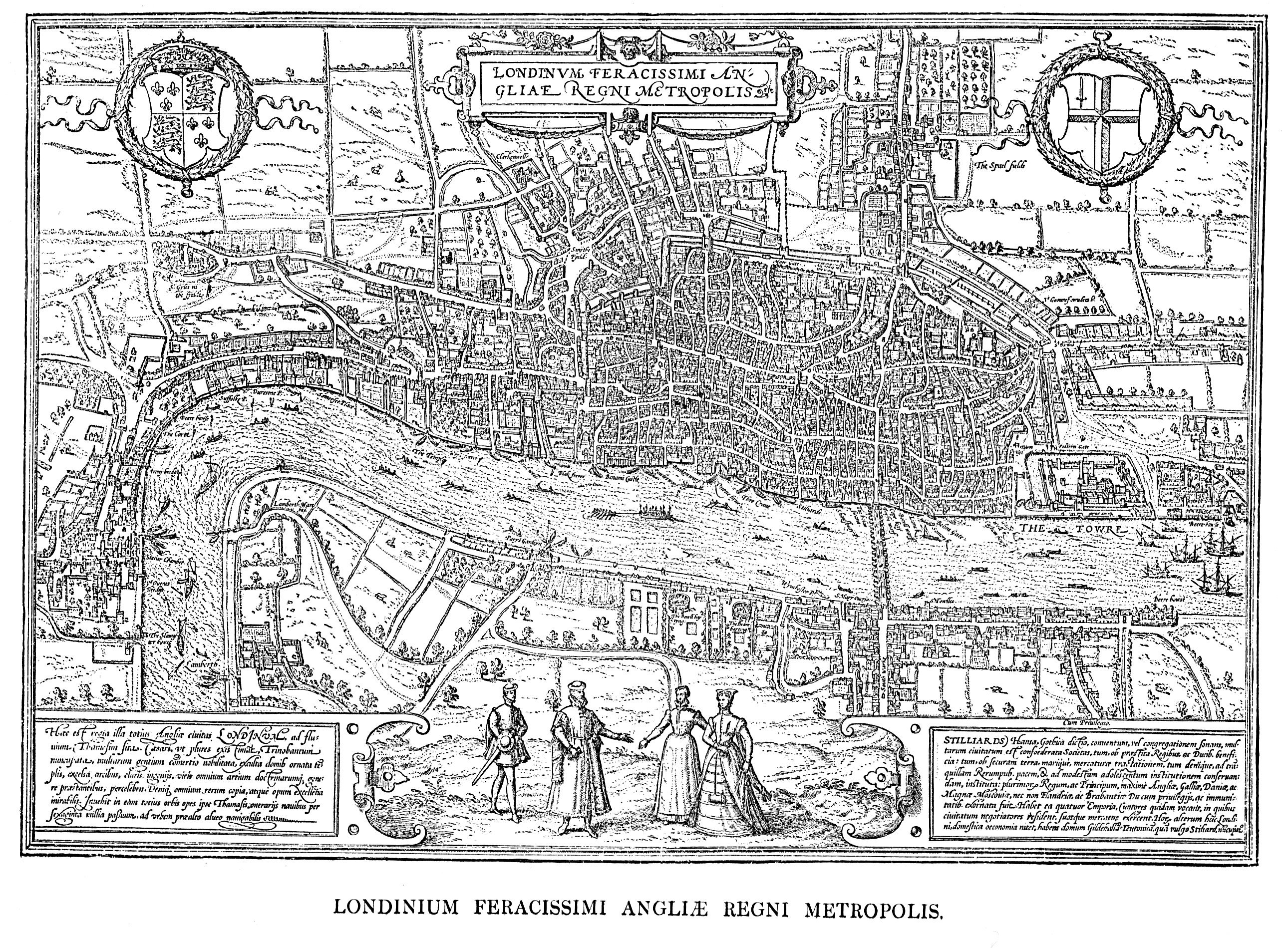
Mapa Londynu z 1572 roku autorstwa Hoefnagela, pochodząca z Civitates orbis terrarum

Był uznawany za najwybitniejszego rysownika topograficznego swoich czasów. Do najważniejszych jego prac należy sześćdziesiąt ilustracji stworzonych dla potrzeb najobszerniejszego atlasu wydanego w tym okresie pt. Civitates orbis terrarum autorstwa Georga Brauna i Franza Hogenberga. Ilustracje przedstawiały miasta i ważne budowle na tle pejzażu z postaciami w lokalnych strojach. Wierność z jaką artysta je przedstawił była zapowiedzią realistycznego kierunku w XVII wiecznym pejzażu holenderskim. Hoefnagel jest autorem czterotomowego manuskryptu, zawierającego tysiące miniatur przedstawiających świat zwierzęcy podzielony na cztery żywioły: Animalia rationalia et insecta, Animalia quadrupedia et reptilia, Animalia aquatilia et conchiliata i Animalia volatilia et amphibia. Praca powstała w latach 1575–1582, obecnie jest rozproszona i znajduje się w różnych kolekcjach (w Waszyngtonie, Berlinie, Paryżu, Pradze i Weimarze).
W latach 1594–1596 stworzył botaniczne iluminacje dla kaligraficznego kodeksu Rudolfa II. Iluminacje stanowiące w wielu przypadkach samodzielne kompozycje oraz osobne obrazy na pergaminie namalowane w 1594 i 1597 przyczyniły się do powstania gatunku martwej natury kwiatowej i wywarły duży wpływ na twórczość Roelandta Savery'ego i Jacoba de Gheyna II. Prócz tych najważniejszych prac Hoefnagel stworzył m.in. w latach 1590–1591 dla Ferdynanda Austriackiego animalistyczne i groteskowe miniatury dekorujące egzemplarz trydenckiej wersji Mszału Rzymskiego; w latach 1591–1594 iluminacje roślinne, zwierzęce, historyczne, mitologiczne, portretowe i topograficzne we wzorniku Rudolfa II; obrazy alegoryczne z dedykacjami dla przyjaciół.